# Оттон V (герцог Баварії)
Отто V Лінивий (*Otto der Faule, бл. 1346 — 15 листопада 1379) — герцог Баварії у 1349—1351 роках (як Оттон V), герцог Верхньої Баварії у 1349—1351 роках, маркграф Бранденбургу у 1351—1356 роках (як Отто VIII), 2-й курфюрст Бранденбургу у 1356—1373 роках, герцог Баварії-Лансгута у 1375—1379 роках.

## Життєпис
Походив з династії Віттельсбахів. Син Людвіга IV, імператора Священної Римської імперії, та Маргарити, графині Ено та Голландії. 
У 1347 році після смерті батька став співправителем Баварії разом з п'ятьма іншими братами — Людвігом V, Стефаном II, Людвігом VI, Вільгельмом I, Альбрехтом I.
1349 року брати вирішили розділити герцогство. Оттон і його старші брати Людвіг V і Людвіг VI отримали у володіння Верхню Баварію, що включала території по річках Лех, Ізар, Ампер і верхів'я Інна. У 1351 році Людвіг V поступився Бранденбурзьким маркграфством Оттону V і його брату Людвігу VI за можливість одноосібного правління у Верхній Баварії.
Оскільки Оттон був ще малий, то він ріс у матері в Нідерландах. 1356 році разом з братом Людвігом VI, що став Людвігом I, став курфюрстом Бранденбургу.
В 1360 році Оттона V було оголошено повнолітнім. Конфлікт між Людвігом V і Стефаном II, герцогом Баварії-Лансгута, призвів до того, що Людвіг V підписав договір з імператором Карлом IV Люксембургом, відповідно до якого Бранденбург повинен був бути переданий Люксембургам. Для скріплення договору Оттон V 19 березня 1366 року одружився з Катериною, донькою Карла IV та вдові Рудольфа Австрійського. Шлюб цей був суто політичним, і після весільної церемонії дружина курфюрста Бранденбурга залишилася жити в Празі.
Оттон V закинув управління і вважав за краще проводити життя в задоволеннях. У 1367 році він продав Карлу IV Лужицьку марку, вже закладену раніше Веттінам з Саксонії. 1368 року він втратив місто Дойч-Кроне, яке відійшло Казимиру III, королю Польщі. У 1371 році імператору Карлу IV довелося втрутитися в ситуацію в Бранденбурзі. У 1373 Оттон офіційно продав Бранденбург імператору за 500 тисяч гульденів та частину землі Нордгау, втім за ним до кінця життя зберігався голос при виборах імператора.
Після цього Оттон повернувся до Баварії, де Стефан II визнав його співправителем Баварії-Ландсгута. Продовжував вести розкішний спосіб життя у своєму замку Вольфштейн, де помер у 1379 року.

## Родина
Дружина — Катерина Богемська
Діти: не було